# 사와지리역
사와지리역(일본어: 沢尻駅)은 일본 아키타현 오다테시에 위치한 동일본 여객철도 하나와 선의 철도역이다. 단선 승강장 1면 1선의 구조를 갖춘 지상역이다.

## 역 주변
- 국도 제103호선
- 요네시로 강

## 역사
- 1928년 7월 11일 : 아키타 철도의 사와지리 정류장으로서 기타아키타 군 주니쇼 정에 개업.
- 1929년 12월 4일 : 계절 정류장으로 변경.
- 1934년 6월 1일 : 아키타 철도가 철도성으로 이관되어, 국유화와 동시에 역으로 변경.
- 1944년 11월 11일 : 휴업.
- 1962년 2월 1일 : 재개.
- 1987년 4월 1일 : 일본국유철도 분할 민영화에 의해, 동일본 여객철도가 승계.

## 인접 역
| 동일본 여객철도 하나와 선 | 동일본 여객철도 하나와 선 | 동일본 여객철도 하나와 선 |
| ------------------------- | ------------------------- | ------------------------- |
| 도부카이 고마 방면        | ■ 하나와 선               | 주니쇼 오다테 방면        |